# مصطفى الطاهري
مصطفى الطاهري (1 يناير 1953 - 11 أغسطس 2025) هو لاعب كرة قدم مغربي، لعب في مركز قلب الدفاع بأندية مولودية وجدة والاتحاد القاسمي والنهضة البركانية والاتحاد الوجدي، وكذلك مع المنتخب المغربي.

## مسيرته
وُلد مصطفى الطاهري عام 1953 في جرادة بالمغرب، بالقرب من وجدة، لأب جزائري الأصل. بدأ اللعب مع مولودية وجدة حتى عام 1979، وقد فاز معه بلقب البطولة الوطنية سنة 1975، قبل أن ينهي مشواره الكروي على التوالي بفرق نادي الاتحاد القاسمي، والنهضة البركانية، والاتحاد الوجدي، الذي حمل قميصه لأربعة مواسم، ليُنهي معه مسيرته الكروية عام 1984.
مع المنتخب المغربي، شارك في حوالي 20 مباراة دولية، من الفترة الممتدة من 1976 حتى سنة 1980، حيث لعب كقائد في دورة ألعاب البحر الأبيض المتوسط عام 1979، وفي كأس الأمم الإفريقية 1980.

## الإنجازات
مولودية وجدة
- البطولة الاحترافية المغربية: 1974–75

المنتخب المغربي
- كأس الأمم الإفريقية: المركز الثالث 1980

## روابط خارجية
- مصطفى الطاهري على موقع ناشيونال فوتبول تيمز (الإنجليزية)